# City of Lake Macquarie
City of Lake Macquarie är en kommun i Australien. Den ligger i delstaten New South Wales, i den sydöstra delen av landet, omkring 96 kilometer norr om delstatshuvudstaden Sydney. Antalet invånare var 197 371 vid folkräkningen 2016.
Kommunen grundades som Lake Macquarie Shire den 16 maj 1906, och de första lokala valen hölls den 24 november samma år. Lake Macquarie Shire utropades till municipality från den 1 januari 1977 och kommunens status ändrades till City den 7 september 1984.
Följande samhällen finns i City of Lake Macquarie:
- Charlestown
- Rathmines
- Belmont North
- Eleebana
- Toronto
- Cooranbong
- Gateshead
- Redhead
- Glendale
- Jewells
- Windale
- Cardiff South
- Cardiff
- Kahibah
- Bolton Point
- Tingira Heights
- Garden Suburb
- New Lambton
- Coal Point
- Holmesville
- Floraville
- Fennell Bay
- Arcadia Vale
- Dora Creek
- Cardiff Heights
- Belmont South
- Belmont
- Kotara
- Highfields
- Boolaroo
- Nords Wharf
- Pelican
- Morisset
- Marmong Point
- Killingworth
- Swansea Heads
- Morisset Park
- Little Pelican
- Fassifern
- Martinsville
- Mandalong
- Eraring
- Catherine Hill Bay
- Ryhope